# おいしいパズルはいりませんか
『おいしいパズルはいりませんか』は、サクセスが開発しサンソフトから1993年9月に発売されたアーケード用コンピュータボードゲーム。
韓国では1994年6月28日に『숨어있는 덩달이를 찾아라!（隠れているトンダリを探せ）』というタイトルでリリースされた。韓国語版ではクロスワードが無い。
1994年8月31日には、サンソフトの『へべれけ』シリーズのキャラクターが登場するバージョン『へべれけのおいしいパズルはいりませんか』がスーパーファミコン用ソフトとして発売された。

## ゲーム内容

### システム
ゲームはすごろく形式で進行する。ルーレットを回して出た目の数だけ進み、止まったマスで指示されたミニゲームをクリアして先に進んでいく。すごろくをゴールまで進むと1ステージクリアとなる。
各ミニゲームには制限時間が設定されており、ミス（お手つき）をすると時間が減少、時間内にノルマクリアできないとゲームオーバーとなる。問題が難しいときは、「HELP」というアイテムを使用するとヒントを教えてくれる。詳しくは後述。

### ミニゲーム
各マスでプレイすることになるミニゲームは次の通り。
クロスワード
5×5のクロスワードパズル問題を解く。それぞれのキーのヒントを参考にしながら、空欄に文字を埋めていき、全部正しい文字で埋めるとクリア。
絵合わせ
1枚の絵がバラバラのピースに分割されるので、ピースを置きなおして元の絵に戻す。ジグソーパズルと基本的に同じルール。
間違い探し
左右の似た絵の中から間違っている箇所を7箇所見つける。以前と同じ絵の問題が出題されても探すべき箇所は異なるような仕組みとなっており、難易度は高い。
かくれんぼ
数画面分のフィールドにいるたくさんの人物の中から、「こたえ」として指定されたキャラクターを探す。ウォーリーをさがせ!と基本的に同じルールだが、ゲームなので人々が移動しているというのがポイント。
ボーナス
「ボーナス」のマスに止まると、ボーナス得点またはHELPの追加のチャンスがある。ルーレットを回して、止まった場所に書かれたものがもらえる。ただし、「はずれ」を引く場合もある。

### ヘルプ
HELPはこのゲームのお助けアイテムである。ゲームスタート時、またはコンティニュー時に2個が与えられる。ミニゲーム中に使用することができ、ミニゲームの種類によって、それぞれ違った効果が得られる。使うとなくなってしまうが、ボーナスのルーレットで当たりを引くと補充できる。各ミニゲームでのお助け効果は次の通り。
クロスワード
指定したキー1つの答えを開けてくれる。
絵合わせ
指定したピース１つを正しい場所にはめこんでくれる。
間違い探し
まだ見つけていない間違い箇所を、どれか1つだけ開けてくれる。
かくれんぼ
答えのキャラクターがいる場所の方角を教えてくれる。

## 評価
スーパーファミコン版

ゲーム誌『ファミコン通信』の「クロスレビュー」では、6・5・6・4の合計21点（満40点）、『ファミリーコンピュータMagazine』の読者投票による「ゲーム通信簿」での評価は以下の通り、23.1点（満30点）となっている。
| 項目 | キャラクタ | 音楽 | お買得度 | 操作性 | 熱中度 | オリジナリティ | 総合 |
| 得点 | 4.3        | 3.9  | 3.8      | 3.6    | 3.9    | 3.7            | 23.1 |